# Goleamo Vranovo, Ruse
Goleamo Vranovo (în bulgară Голямо Враново) este un sat în comuna Slivo Pole, regiunea Ruse,  Bulgaria. 

## Demografie
Componența etnică a satului Goleamo Vranovo
     Nicio identificare (26,35%)
     Romi (4,27%)
     Turci (39,6%)
     Bulgari (22,35%)
     Altele (7,4%)
La recensământul din 2011, populația satului Goleamo Vranovo era de 1.472 locuitori. Nu există o etnie majoritară, locuitorii fiind turci (39,6%), bulgari (22,35%) și romi (4,27%). Pentru 26,35% din locuitori nu este cunoscută apartenența etnică.